# 铁新街道
铁新街道，是中华人民共和国辽宁省锦州市凌河区下辖的一个乡镇级行政单位。

## 行政区划
铁新街道下辖以下地区：
六百户社区、铁新社区、钢厂社区、北大营社区和松坡园东社区。